# Rue Gasnier-Guy
Rue Gasnier-Guy (ulice Gasniera Guye) je ulice v Paříži. Nachází se ve 20. obvodu. Se svými 17 % sklonu je nejstrmější ulicí v Paříži.

## Poloha
Ulice vede od křižovatky s Rue des Partants a končí na náměstí Place Martin-Nadaud u křižovatky s ulicí Rue Sorbier. Ulice je orientována od západu na východ.

## Historie
Ulice nese jméno bývalého majitele pozemků Gasniera Guye.